# 崔元
崔元（朝鮮文：최원；英文：Choe Won；1992年11月25日—），朝鮮足球運動員，入選過朝鲜国家少年足球队、朝鲜国家青年足球队及朝鮮國家足球隊。現在效力於朝鮮足球聯賽球會火炬體育團。

## 簡歷
崔元在2014年首次入選朝鮮國家足球隊，並在對科威特國家足球隊的友誼賽中首次以後備身分上陣，其比賽最後以1比0落敗。之後，更參與2015年東亞盃資格賽（第二輪），協助朝鮮奪得第二輪資格賽冠軍並取得決賽席位。此前，2007年入選朝鮮國家少年足球隊參與了2008年亞足聯U16少年錦標賽預選賽並成功晉級，但事後發生違規使用超齡球員事件被取消晉級資格，後來代表朝鮮國家青年足球隊參加2010年亚洲U19青年足球锦标赛预选赛，在對馬來西亞國家青年足球隊的比賽中以正選身分上陣。

## 榮譽

### 國家隊
朝鮮
- 東亞盃資格賽（第二輪）冠軍：2014年；

### 球會
火炬體育團
- 朝鮮足球甲組聯賽冠軍（2）：2014年、2016年；
- 普天堡火炬獎運動會：2017年；

## 連結
- 崔元在 National-Football-Teams.com 上的出场纪录
- Choe Won - Soccerway （页面存档备份，存于） （英文）